# 首善堂

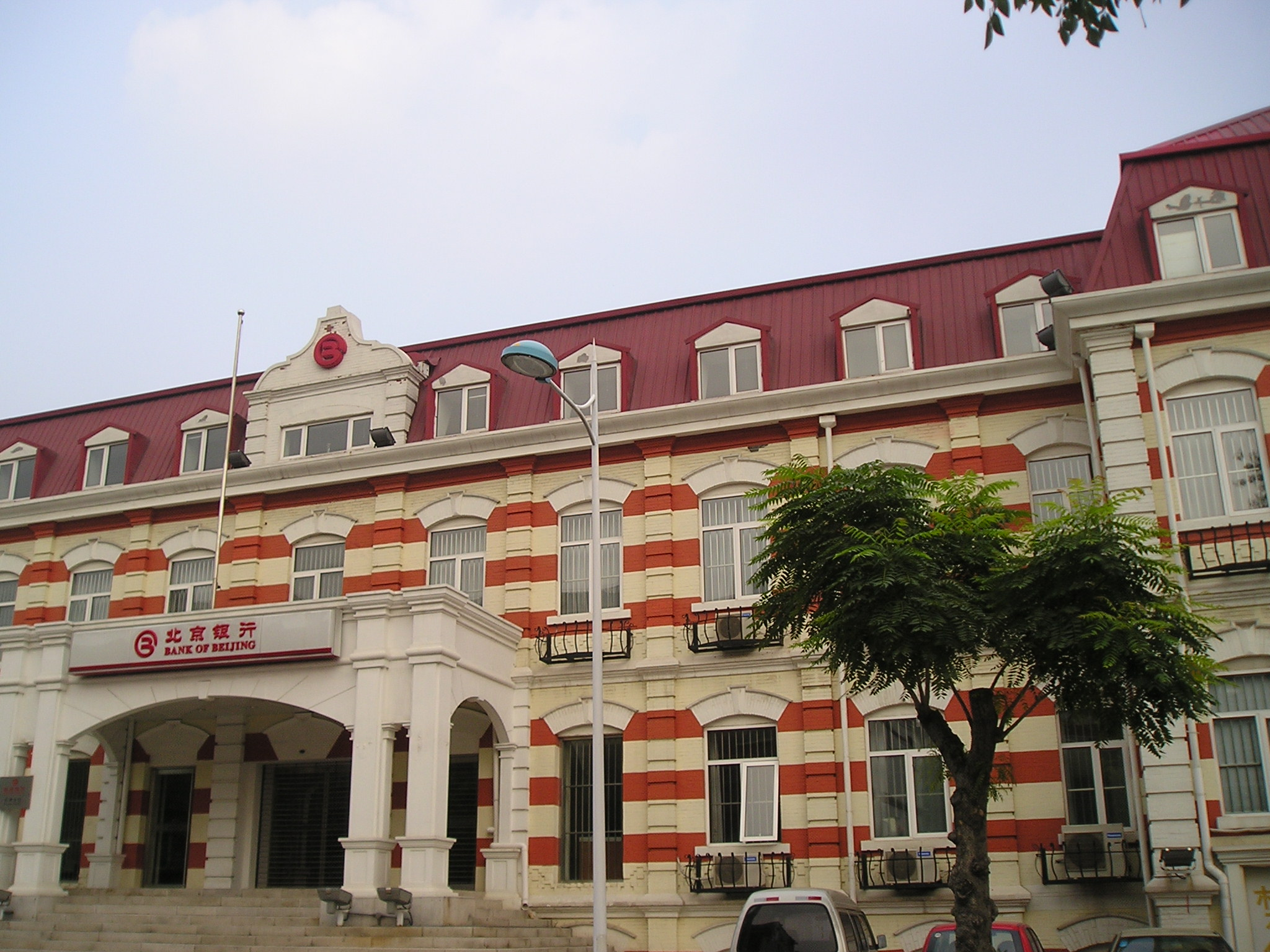
天津首善堂

首善堂是天主教遣使会曾经在中国天津、上海、汉口等城市所设立的办事处（俗称帐房），神甫以法国籍居多。遣使会曾经在中国河北（包括京津）、江西、浙江等省传教，建立了诸多教区。为支持传教事业，在天津、上海等通商口岸设立办事处，经营房地产业。
天津首善堂是华北地区遣使会所设立，其房地产收入支持北京教区、天津教区、保定教区、正定教区及北京文声修院所需经费。天津首善堂拥有大量房地产，为租界时代天津实力雄厚的地产公司。天津首善堂设在天津法租界内，初设于营口道上的紫竹林圣路易堂，1900年迁到东接今吉林路，南抵今营口道，西临今大沽北路，北沿今承德道的地块（今承德道21号），1919年建造建筑面积1544平方米的二层法式楼房。天津首善堂1956年改为天主教天津教区神学院，1958年改为天主教修女院。
上海首善堂设在上海法租界吕班路（今重庆南路）139号，为江西省遣使会设立。
汉口首善堂没有设在汉口法租界内，而是设在毗邻的汉口俄租界（今黎黄陂路11号），建于1913年。该建筑目前为江岸区人民政府使用，并被列为二级保护建筑。